# Grammonota nigrifrons
Grammonota nigrifrons is een spinnensoort in de taxonomische indeling van de hangmatspinnen (Linyphiidae).
Het dier behoort tot het geslacht Grammonota. De wetenschappelijke naam van de soort werd voor het eerst geldig gepubliceerd in 1936 door Willis J. Gertsch & Mulaik.